# 1108. komunikacijska brigada (ZDA)
1108. komunikacijska brigada je bila komunikacijska brigada Kopenske vojske Združenih držav Amerike.

## Zgodovina
Brigada je bila ustanovljena 1. aprila 1989 s preoblikovanjem Testnega poveljstva za informacijske sisteme Kopenske vojske ZDA in bila 16. oktobra 2003 preimenovana v 21. komunikacijsko brigado.